# Dicranota stenostyla
Dicranota (Rhaphidolabis) stenostyla là một loài ruồi trong họ Pediciidae. Chúng phân bố ở vùng Indomalaya.